# أصغر أباد (بردسرة)
أصغر أباد (بالفارسية: اصغرآباد) هي مستوطنة تقع في إيران في قسم بردسرة الريفي. يقدر عدد سكانها بـ 65 نسمة .